# 塞伯特 (科罗拉多州)
塞伯特（英語：Seibert），是美国科罗拉多州基特卡森縣下属的一座城市。建市于1917年6月21日，面积大约为0.343平方英里（0.888平方公里）。根据2010年美国人口普查，该市有人口181人。2011年估计该市有人口182人，相比2010年人口增长率为0.55%。同时，论人口该市是科罗拉多州第237大城市。